# Unionskirche (Neunkirchen am Potzberg)

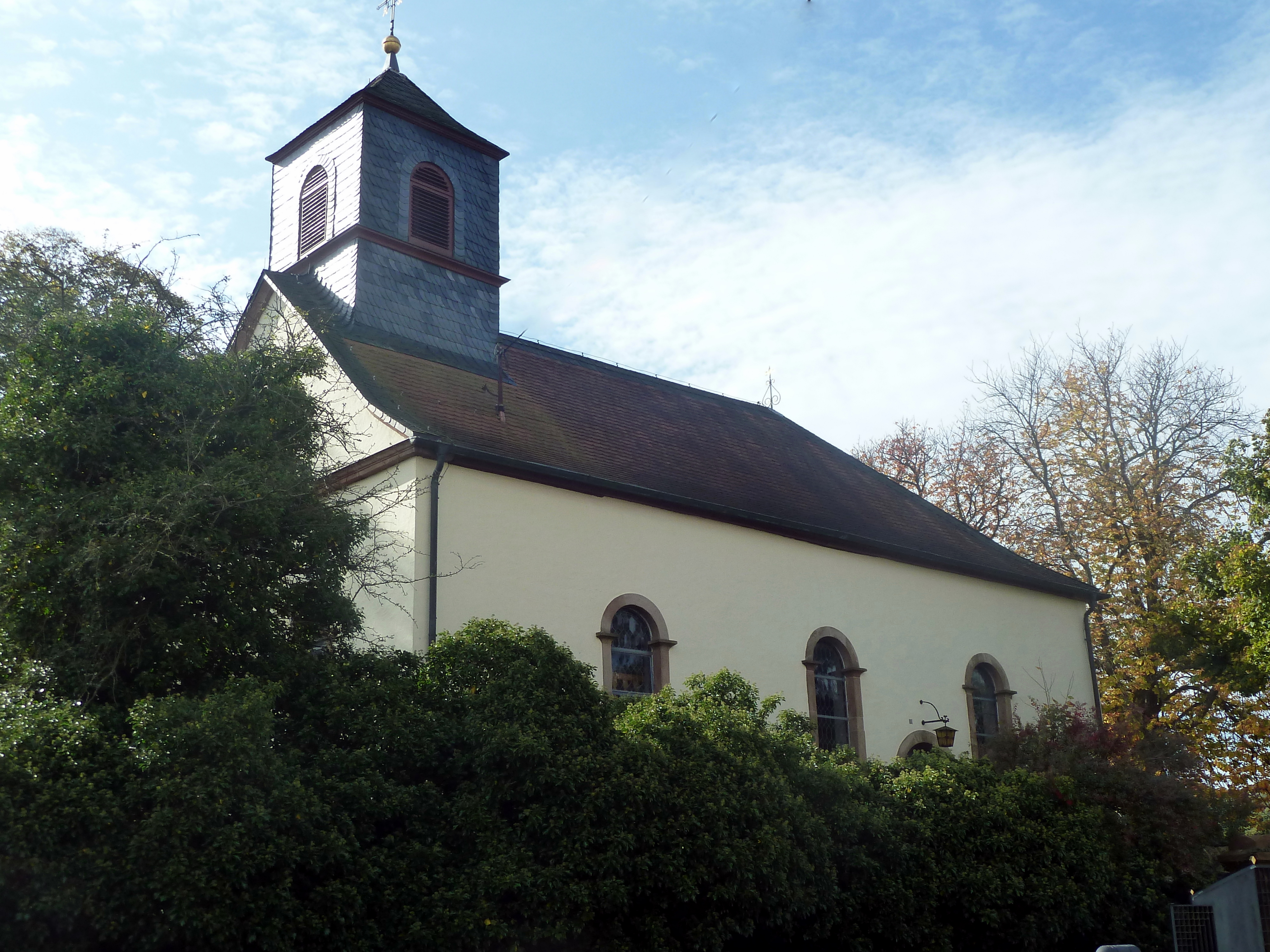
Unionskirche

Die Unionskirche ist eine Kirche in Neunkirchen am Potzberg, einer Ortsgemeinde im Landkreis Kusel in Rheinland-Pfalz. Die Protestantische Pfarrei am Potzberg, zu der neben Neunkirchen auch die Kirchengemeinden Gimsbach und Mühlbach gehören, gehört zum Dekanat Kusel der Evangelischen Kirche der Pfalz.
Die Unionskirche thront auf einer kleinen Anhöhe und ist von einer historischen Mauer umgeben. Schon im 13. Jahrhundert soll an derselben Stelle eine Kapelle gestanden haben. Die Anhöhe wurde fortan Kirchberg genannt.
Zeitweise bestanden in Neunkirchen eine lutherische und reformierte Gemeinde, die sich 1818 im Rahmen der Pfälzischen Union zusammenschlossen. Nach dem Zusammenschluss wurde das alte lutherische Kirchengebäude als neue gemeinsame Gottesdienststätte erweitert. 
Eine 1783 in Meisenheim gefertigte historische Orgel ist eine weitere Besonderheit. Die Orgel wurde in den 1990er Jahren restauriert.